# Charles Willard
Charles E. Willard (fl. XX secolo) è stato un golfista statunitense.

## Carriera
Willard partecipò al torneo individuale di golf ai Giochi olimpici di Saint Louis 1904, in cui giunse quarantacinquesimo a pari merito con George Powell e Robert Thach.